# Szent János evangélista fatemplom (Biharfenyves)
A biharfenyvesi Szent János evangélista fatemplom műemlékké nyilvánított épület Romániában, Bihar megyében. A romániai műemlékek jegyzékében a  BH-II-m-A-01121 sorszámon szerepel.